# Shaun Murphy (piłkarz)
Shaun Peter Murphy (ur. 5 listopada 1970 w Sydney) – australijski piłkarz występujący na pozycji obrońcy.

## Kariera klubowa
Murphy seniorską karierę rozpoczynał w 1989 roku w klubie Blacktown City Demons. W 1990 roku odszedł do Perth SC, zaś w 1991 roku został graczem Heidelbergu United, gdzie spędził rok. W 1992 roku trafił do angielskiego Notts County z Second Division. W 1995 roku spadł z nim do Third Division. W Notts spędził jeszcze 2,5 roku.
Na początku 1997 roku Murphy przeszedł do West Bromwich Albion z Second Divsion. Tam z kolei występował przez 2,5 roku. W 1999 roku odszedł do Sheffield United, także grającego w Second Division. Zadebiutował tam 7 sierpnia 1999 roku w przegranym 0:2 spotkaniu z Portsmouth. Na początku 2002 roku został wypożyczony do innego zespołu Second Division, Crystal Palace. Latem 2002 wrócił do Sheffield, gdzie spędził jeszcze rok.
W 2003 roku Murphy został graczem australijskiego Perth Glory. W 2004 roku zdobył z nim mistrzostwo NSL. W tym samym roku zakończył karierę.

## Kariera reprezentacyjna
W 1992 roku Murphy był uczestnikiem Letnich Igrzysk Olimpijskich, które Australia zakończyła na 4. miejscu. W reprezentacji Australii zadebiutował 9 lutego 2000 roku w przegranym 1:2 towarzyskim pojedynku z Chile.
W 2000 roku wziął udział w Pucharze Narodów Oceanii, którego zwycięzcą została właśnie Australia. 28 czerwca 2000 roku w wygranym 2:0 spotkaniu tego turnieju z Nową Zelandią strzelił pierwszego gola w kadrze narodowej.
W 2001 roku został powołany do kadry na Puchar Konfederacji. Zagrał na nim w meczach z Meksykiem (2:0), Koreą Południową (0:1) i Brazylią (1:0). W pojedynkach z Brazylią i Meksykiem strzelił po jednym golu. Australia zakończyła tamten turniej na 3. miejscu.
W latach 2000–2001 w drużynie narodowej Murphy rozegrał w sumie 18 spotkań i zdobył 3 bramki.